# 南弥德
路易-弗朗索瓦-马里·拉米奥（法語：Louis-François-Marie Lamiot，1767年11月21日—1831年6月5日），汉名南弥德，是清代来华的法国天主教传教士。1767年出生于法国北部加来海峡省的布尔，1784年至1787年在巴黎神学院就读并成为牧师。1791年来到澳门，1794年至北京担任朝堂翻译，1812年成为法国在华遣使會和北堂的领导人。1819年因触碰教禁被逐出北京、来到澳门，在澳门创建聖若瑟修院法國會院。1831年在澳门去世。